# Païsios Ier d'Alexandrie
Païsios Ier est pape et patriarche orthodoxe d'Alexandrie et de toute l'Afrique de 1657 à 1677.